# Clarividència
La clarividència en parapsicologia, és una capacitat de percepció extrasensorial per la qual algunes persones afirmen rebre informació d’objectes o de fets passats o futurs per mitjans no corporals i que escapen als explicats científicament per la física.
Com el seu propi nom indica, aquesta percepció es caracteritza per captar fenòmens que queden fora de l'abast dels cinc sentits. El com una persona pot utilitzar aquest fenomen parafísic encara no es coneix ni es pot provar.
La telepatia s'inclou en aquest tipus de percepcions. A diferència d'aquesta, la clarividència explícitament implica la "visió d'imatges" reals físiques o de la ment (memòria) d'altre individu i no el fet de captar conceptes abstractes d'altra ment.
S’associa sovint amb fenòmens paranormals o pràctiques esotèriques. Tot i que no té base científica, la clarividència és una creença popular present en moltes cultures al llarg de la història.

## Relació entre clarividència i exorcisme

### La relació entre clarividència i exorcisme és complexa i controvertida.
- L'Església catòlica ha reconegut l'existència d'exorcismes i ha establert protocols per tractar amb casos de possessió demoníaca.
- Algunes persones que afirmen tenir poders de clarividència també s'involucren en pràctiques d'exorcisme, com el cas del vident Christian Valerio esmentat als resultats de cerca.
- La demanda per serveis d'exorcisme ha augmentat significativament a alguns països, especialment en contextos de gran violència i crisi social .

### Punts clau a considerar
- L'Església catòlica distingeix entre possessions completes que requereixen exorcismes majors i casos d'“opressió del dimoni” que es poden tractar amb oracions d'alliberament menys intensives.
- La comunitat mèdica sol explicar allò que es percep com a possessions per malalties mentals com l'esquizofrènia o l'epilèpsia.
- Alguns clergues creuen que l'augment en demanda d'exorcismes està relacionat amb la violència i el narcotràfic a certs països.

### Exemples pràctics
1. El cas de Liliana esmentat als resultats, una noia que experimentava convulsions i parlava idiomes diferents al castellà en presència d'un sacerdot.
2. Christian Valerio, que afirma haver estat alumne del pare Amorth a Roma i ha navegat per mons espirituals complexos i fins i tot controversials .

### Millors pràctiques
- Mantenir una actitud crítica i oberta al debat científic quan es parla d'exorcismes o de possessions demoníaques.
- Reconèixer que l'experiència personal pot influir en les creences sobre aquests temes.
- Recordeu que la ciència mèdica té explicacions alternatives per a molts casos que s'atribueixen a possessions demoníaques.
- És important tenir en compte que el tema de la clarividència i l'exorcisme és controvertit i no està recolzat per la ciència convencional. Cal abordar amb cautela i respectant les creences personals, però sense confondre'l amb fets provats o comprovables.